# Velký řetěz bytí

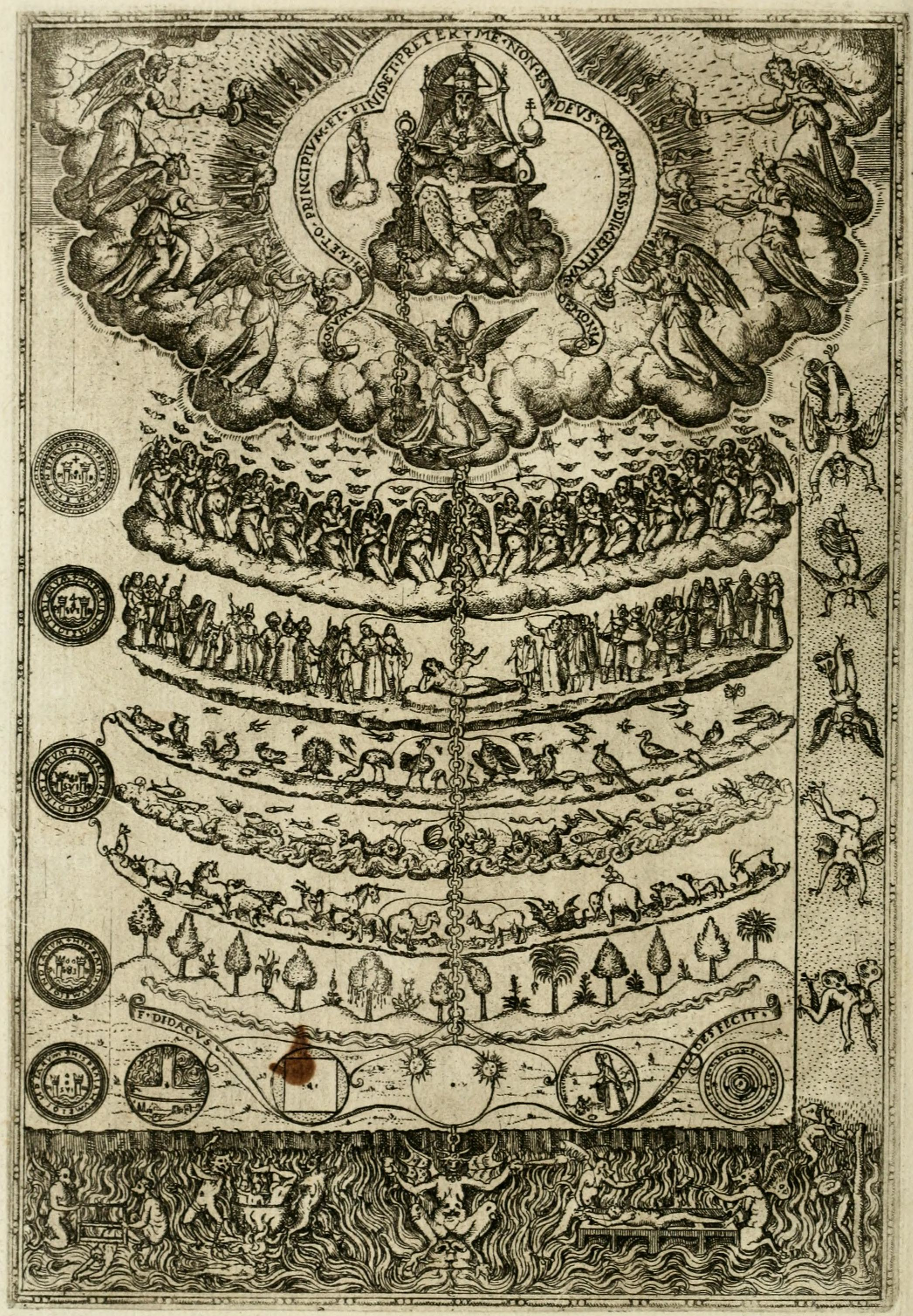
Velký řetěz bytí na ilustraci z díla Retorica Christiana Diega Valdeze, 1579

Velký řetěz bytí je hierarchický, vertikální a organický model světa, s kořeny v antice a převládající během středověku a renesance, a následně nahrazený modelem vesmíru uniformního, horizontálního a mechanického. Základními principy velkého řetězu bytí jsou stupňovitost, spojitost a mnohost. Princip mnohosti spočívá v předpokladu maximální diverzity všech druhů existence, tedy že vše, co není vůči sobě protimluvné, skutečně existuje; princip spojitosti, že tyto nekonečné druhy existence jsou spojité, se sousedními vždy sdílí alespoň jednu vlastnost; princip stupňovitosti pak, že tyto druhy existence sahají hierarchicky od těch nejprostších až po dokonalého Boha. Svět byl v tomto modelu přirovnáván k organismu ovládanému a uváděnému do pohybu sympatiemi a poháněnému podobnostmi a analogiemi, o kterých se hovořilo jako o korespondencích, z nich nejvýznamnější je korespondence mezi mikrokosmem a makrokosmem.
Termín velký řetěz bytí byl pro tento koncept poprvé použit filozofem Arthurem Lovejoyem v jeho knize The Great Chain of Being z roku 1936. O deset let později byl popularizován literárním vědcem E. M. W. Tillyardem v populárním, ale kontroverzním díle The Elizabethan World Picture. Pojem byl dále rozpracován v dalších dílech, především pak S. K. Heningerem v 70. letech 20. století. Později začal být pojem kritizován, ale významné místo zaujímá i v práci sémiotika Jurije Lotmana z 90. let 20. století, také literární historik Szőnyi György ho v roce 2005 označil za užitečný.

## Dějiny
Počátky konceptu velkého řetězu bytí lze vysledovat až k Platónovi a Aristotelovi. Platón postuloval existenci Dobra, nejvyšší ideje, která je zdrojem veškerého bytí. U Aristotela se zase objevuje myšlenka, že svět se skládá z hierarchicky uspořádaných sfér, od sféry sublunární po sféru stálic. Římský filozof Cicero ve svém textu Somnium Scipionis z 1. století př. n. l. hovoří o „Homérovu zlatém řetězu“, který nechává Svrchovaný Bůh viset na zem a kterém lze nalézt nejdříve Mysl a poté Duši, která tvoří vše ostatní a naplňuje je životem. Tento řetěz pak sahá až k nejposlednějším věcem. Koncept byl následně systematizován novoplatonikem Plótínem ve 3. století. Podle jeho díla Enneady z dokonalého Jednoho, obdoby Platónova Dobra, emanuje Mnohé a to až do té doby, než vznikne vše co je možné.
Myšlenka velkého řetězu bytí byla později pokřesťanštěna a objevuje se například ve vlivné koncepci andělských řádů v díle Pseudo-Dionysia Areopagity z 6. století a ještě později, ve 13. století, v teologii Tomáše Akvinského. Nejkomplexnější podobu získala tato idea v renesanční magii a přírodní filozofii, například v pracích Marsilia Ficina, Agrippy von Nettesheim, Paracelsa, Johna Dee a Roberta Fludda.